# Lublin
Lublin (ukrajinsko Люблін, latinizirano: Ljublin) je deveto največje mesto na Poljskem. Je glavno mesto Lublinskega vojvodstva s 350.392 prebivalci (junij, 2009). Lublin je tudi največje poljsko mesto vzhodno od reke Visle.